# Pierre-Simon Laplace
Pierre Simon de Laplace [laplas] (23. března 1749 – 5. března 1827) byl francouzský matematik, fyzik, astronom a politik; člen Francouzské akademie věd, Královské společnosti v Londýně a Komise pro míry a váhy.
Laplace je právem považován za jednoho z největších vědců vůbec. Zanechal monumentální dílo již svým rozsahem.
Zabýval se matematickou analýzou, teorií pravděpodobnosti, nebeskou mechanikou, teorií potenciálu, zavedl pojem Laplaceovy transformace, užil tzv. Laplaceův operátor (v parciální diferenciální rovnici pro potenciál silového pole). Je autorem teorie o vzniku sluneční soustavy z rotující mlhoviny (Kantova-Laplaceova teorie) a mnoha dalších teorií a metod s mnoha aplikacemi.
Laplace je také více než mnoho jiných velikánů vědy spojován se zakořeněnými pověrami a názory, které nikdy prokazatelně nehlásal. Je zejména často zcela neprávem považován za naivního propagátora představy absolutně deterministického vesmíru, analogického kolosálnímu hodinovému stroji, který by po zadání všech rovnic a počátečních podmínek všech částic ve vesmíru umožňoval absolutně přesně předvídat budoucnost. Jde však o pouhou tradovanou pověru. Pozorné studium originálních prací Laplaceho totiž ukazuje, že tento vědec zastával názor právě opačný a byl propagátorem pravděpodobnostně chápané a zcela moderní formy determinismu. Uvedený příklad Laplaceova démona, jak byl později pojmenován, uváděl Laplace z důvodů zcela opačných, než je mu podsouváno: ukazuje na něm absurditu a nereálnost absolutního determinismu, aby vyzdvihl nutnost pravděpodobnostního popisu jevů. Není náhodou, že tak činí ve svých knihách o teorii pravděpodobnosti, nikoli nebeské mechanice.

## Život
Jako chlapec se Laplace dostal do vojenské školy. Tam projevil tak mimořádné matematické nadání, že byl v šestnácti přijat na univerzitu v Caen. O dva roky později odjel do Paříže a přál si poznat fyzika a matematika d'Alemberta. Tento vědec ale nemínil s mladíkem marnit čas a Laplace vůbec nepřijal. Teprve když mu Laplace poslal svou teorii o mechanice, poznal vědec, že Laplace má velký talent. Přijal ho a zařídil mu místo profesora matematiky na vysoké škole.
V 80. letech 18. století se mu podařilo vyřešit jeden z tehdy nejožehavějších teoretických problémů – stabilitu sluneční soustavy. Astronomové už dlouho zjišťovali posuny v drahách planet, které se nepodařilo s pomocí Newtonova gravitačního zákona vysvětlit. Laplace vyvinul v roce 1784 novou metodu pro výpočet pohybu planet a dokázal, že dráhy planet jsou v souladu s newtonovskou mechanikou. Jeho analýza planetárního pohybu zůstala ještě dlouho nepřekonatelným vzorem.
K nejznámějším Laplaceovým úspěchům patří jeho teorie o vzniku sluneční soustavy. Navázal na Kantovy úvahy z roku 1754 a dal jim přesnou fyzikální i matematickou podobu: Sluneční soustava vznikla z původního mraku chladného prachu a plynu, který se gravitačním zhuštěním zahřál a roztočil. Planety se zrodily z odtrženého pásu žhavého plynu. Předpověděl i existenci černých děr, když roku 1796 vyslovil hypotézu, že existují tak masivní hvězdy, že je nedokáže opustit světlo.
Z moderního pohledu je snad nejvýznamnějším odkazem Laplace jeho monumentální a nadčasová práce z teorie pravděpodobnosti.

V jeho pojetí byla teorie pravděpodobnosti vyzdvižena na úroveň, která poté nebyla po století překonána a je i z dnešního pohledu stále inspirativní. Z koncepčního hlediska chápe Laplace pravděpodobnost jako nástroj pro popis problémů s neúplnou vstupní informací – což je v reálném světě situace běžná. Známý je Laplaceův výrok, že „teorie pravděpodobnosti je v podstatě zdravý rozum, přeměněný na kalkulus“. Laplace též (znovu)objevil jednu z centrálních formulí teorie pravděpodobnosti – tzv. Bayesův teorém – který navíc zobecnil o faktor, umožňující popis jevů s obecným rozložením – tzv. apriorní informace. Toto Laplaceovo pojetí umožňuje přiřadit pravděpodobnosti i jevům, které nelze před provedením experimentů považovat za stejně pravděpodobné – v rozporu s další často tradovanou pověrou. Z matematického hlediska je ústředním bodem Laplaceovy pravděpodobnostní teorie tzv. metoda generujících funkcí. Laplace navíc aplikoval teorii pravděpodobnosti na prakticky všechny hlavní oblasti tehdejšího vědění, od nebeské mechaniky a teorie měření, až po statistiku a společenské vědy. Laplaceova rozsáhlá práce o teorii pravděpodobnosti ovšem velmi předběhla svou dobu a Laplace v ní své čtenáře nikterak nešetřil. Většina čtenářů, zejména mimo Francii, se však seznámila jen s populárně stylizovaným a mnohem stručnějším úvodem k této práci.

Na rozdíl od svého přítele Lavoisera neztratil Laplace hlavu na gilotině v době francouzských revolucí. Napoleon ho dokonce nakrátko jmenoval ministrem vnitra, poté členem senátu a nakonec mu udělil hraběcí titul. Naopak Laplace Napoleonovi dedikoval svou knihu o nebeské mechanice - a ten ji prý dokonce pozorně pročetl. Též se vypráví, že Laplace byl Napoleonem žertem tázán, proč se ve své knize o nebeské mechanice nikde nemluví o Bohu. Laplace prý odpověděl slavnou větou: „Občane první konzule, tuto hypotézu jsem nikde nepotřeboval.“ Po návratu Bourbonů na trůn se Laplace stal přívržencem krále a Ludvík XVIII. ho povýšil na markýze. Ve svých memoárech, které Napoleon sepsal ve vyhnanství na ostrově sv. Heleny, je na účet Laplace ironicky připsáno, že tento mistr infinitezimálního počtu v konventu „šířil ducha nekonečně malých veličin“ a musel být proto funkce ministra vnitra zbaven. Laplace si tak i svými politickými a náboženskými postoji a vědeckými úspěchy vytvořil řadu nepřátel, což se po jeho smrti též negativně projevilo na jeho odkazu.

## Ocenění
Pierre Simon de Laplace je jedním ze 72 významných mužů, jejichž jméno je zapsáno na Eiffelově věži v Paříži.